# Messerschmitt Me 262
Die Messerschmitt Me 262 (Suggestivname: Schwalbe bzw. Sturmvogel), eine Entwicklung der Messerschmitt AG, Augsburg, war das erste in Serie gebaute Strahlflugzeug. Zwischen 1943 und 1945 wurden 1433 Exemplare der zweistrahligen Maschine gebaut, von denen im Zweiten Weltkrieg etwa 800 Stück an die Luftwaffe der Wehrmacht ausgeliefert wurden. Das Flugzeug wurde wie die Me 163 und die Heinkel He 280 ab Anfang 1939 mit mittlerer bis geringer Priorität entwickelt. Sie wurde von der NS-Propaganda als Wunderwaffe bezeichnet.

## Geschichte

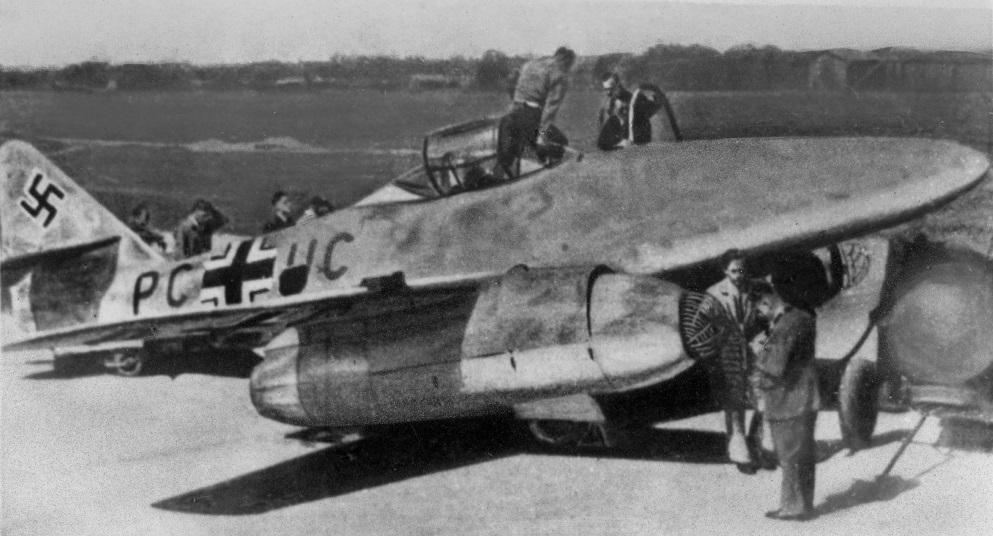
Der dritte Prototyp Me 262 V3

### Entwicklung
Das Vorgängerunternehmen der Messerschmitt AG, die Bayerische Flugzeugwerke AG, erhielt im Herbst 1938 vom Reichsluftfahrtministerium (RLM) den Auftrag, ein luftstrahlgetriebenes Jagdflugzeug zu entwickeln. Das Projekt erhielt die Bezeichnung P 1065. Projektleiter war Woldemar Voigt. Bis November/Dezember 1939 wurde eine Holzattrappe erstellt, die von Mitarbeitern des RLM positiv bewertet wurde und im März 1940 zum Auftrag für den Bau von drei Prototypen führte.

### Prototyp
Im April 1941 war das erste Versuchsflugzeug fertiggestellt. Etwa gleichzeitig erteilte das RLM dem neuen Muster offiziell die Nummer 262. Da die P-3302-Strahltriebwerke von BMW (später BMW 003 genannt) noch nicht verfügbar waren, wurde zunächst auf einen zentral im Bug eingebauten Junkers-Jumo-210G-Hubkolbenmotor zurückgegriffen. In dieser Konfiguration wurden insgesamt 47 Testflüge absolviert, wobei sich bei höheren Geschwindigkeiten problematische Schwingungen der Ruder einstellten. Der Erstflug des Prototyps Me 262 V1 in dieser Konfiguration fand am 18. April 1941 statt. Der erste Flug mit zwei BMW-Versuchstriebwerken vom Typ P 3302 wurde am 25. März 1942 absolviert.

### Erstflug
Am 18. Juli 1942 gelang dem Messerschmitt-Chefpiloten Fritz Wendel vom Flugplatz Leipheim mit der Me 262 V3 der erste Flug mit den für die Serienmodelle vorgesehenen Strahltriebwerken vom Typ Jumo 004 der Junkerswerke, die größer und schwerer, aber auch erheblich leistungsstärker als die BMW-Triebwerke waren. Wendel konnte die damals noch mit Spornradfahrwerk versehene Maschine nur starten, indem er bei einer Rollgeschwindigkeit von etwa 180 km/h durch kurzes Anbremsen das Heck des Flugzeugs anhob und so eine Anströmung des Höhenruders erreichte. Dieses war beim Rollen mit Spornrad von den Tragflächen verdeckt und zeigte keine Wirkung. Diese Starteigenschaften veranlassten das RLM, für die spätere Serienproduktion ein Bugradfahrwerk einzufordern. Der für den Umbau erforderliche Versatz des Hauptfahrwerks nach hinten zog umfangreiche Änderungen an den Tragflächenstrukturen nach sich; erst die Me 262 V5 wurde mit einem solchen Fahrwerk ausgestattet. Als problematisch erwies sich, dass es aufgrund der noch nicht ausgereiften Regelung der Triebwerke beim Herunterfahren derselben in den Leerlauf durch überflüssigen Treibstoff in den Turbinen zu starker Rauchentwicklung kam und Rauch und Abgase in die Kabine eindrangen.

### Hitlers Vision eines Blitzbombers
Am 26. November 1943 wurde die ab der V5 mit einem Bugrad ausgestattete Me 262 Adolf Hitler vorgestellt. Angeblich fragte Hitler den Firmenchef Willy Messerschmitt, ob die Maschine mit Bomben beladen werden könnte, was dieser bejahte, da diesbezüglich bereits Untersuchungen vorgenommen worden waren. Hitler stimmte der Massenproduktion unter der Voraussetzung zu, dass das Flugzeug hauptsächlich als Bomber (sogenannter „Blitzbomber“) eingesetzt werden solle, den er zur Abwehr der erwarteten Landung der Alliierten dringend brauchte. Diese Entscheidung entpuppte sich als strategischer Fehler: Die Me 262 war als Abfangjäger konzipiert und hatte durch das eingeschränkte Sichtfeld des Piloten auf den Boden eine vergleichsweise schlechte Treffsicherheit beim Bombenabwurf.
Die Kontroverse, ob die Me 262 als Jagdbomber oder Jäger zu konzipieren sei, hielt an. Alle Versuche, Hitler dazu zu überreden, der Jägerversion den Vorrang zu geben, scheiterten. Die Auseinandersetzung über die Verwendung der Me 262 gipfelten in einem Zerwürfnis Hitlers mit der Luftwaffenführung. Dem Befehl Hitlers, die Me 262 als Jagdbomber einzusetzen, setzte Generalfeldmarschall Erhard Milch angeblich entgegen:

„Mein Führer, das sieht doch jedes kleine Kind, dass die Me 262 kein Bomber, sondern ein Jäger ist.“

Die Frage wurde auch zwischen Jagdfliegern und Bombenfliegern heftig diskutiert. Es gab gute Gründe für und gegen beide Verwendungen, z. B. eignete sich die Me 262 als Jäger nicht für den Kurvenkampf.
Das Mitführen von Außenlasten (üblicherweise zwei Bomben mit je 250 kg) hatte zur Folge, dass die Messerschmitt in den Geschwindigkeitsbereich der alliierten Jäger zurückfiel. Der Hauptgrund für die Verzögerungen bis zur Einsatzfähigkeit der Me 262 lag jedoch in den immensen Schwierigkeiten mit den Strahltriebwerken.
Dass Hitlers langes Verharren in der Frage die Serienfertigung als Jäger um wertvolle Monate verzögert habe, ist klar widerlegt.
Der japanische Militärattaché in Deutschland war Zeuge einiger Versuchsflüge der Me 262 und schickte im September 1944 Berichte darüber nach Japan. Dort entschloss man sich, ebenfalls Strahljäger zu entwickeln – die Nakajima J9Y Kikka und die Nakajima Ki-201.

### Produktion

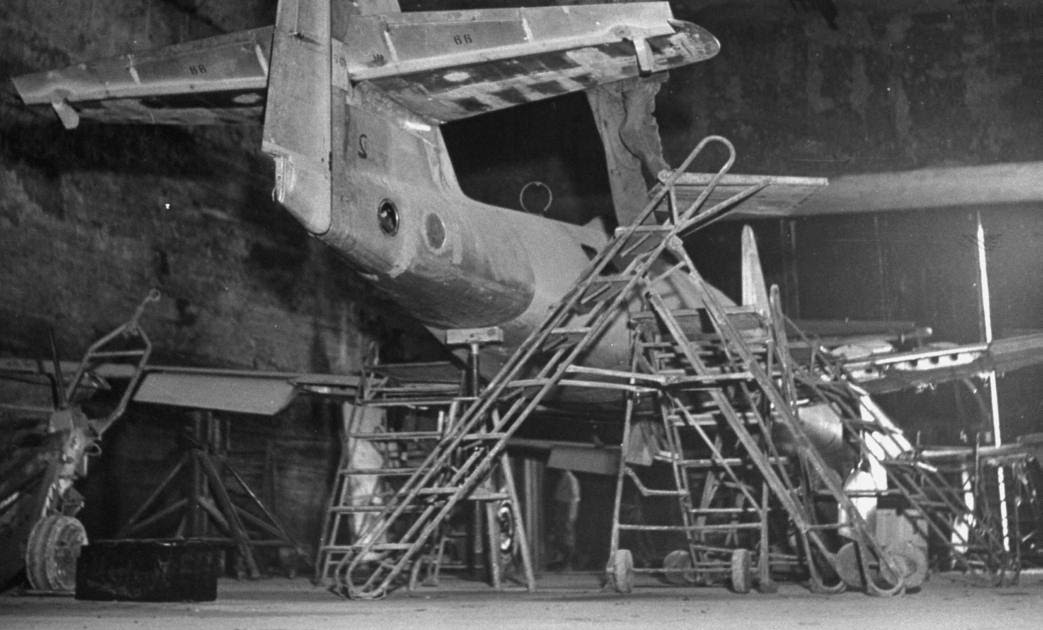
Unterirdische Produktion der Me 262 im Jahr 1945 in den REIMAHG-Rüstungswerken

Insgesamt wurden 1433 Me 262 gebaut, davon waren meist nicht mehr als 100 Maschinen gleichzeitig einsatzbereit. Gründe dafür waren die massiven Bombenangriffe der Alliierten und der Mangel an Treibstoff und Ersatzteilen sowie das Fehlen von ausgebildeten Piloten. Dennoch lief gegen Kriegsende unter der Federführung der SS-eigenen Deutsche Erd- und Steinwerke GmbH (DEST) im damals streng geheimen unterirdischen Produktionskomplex B8 Bergkristall in St. Georgen an der Gusen die Serienproduktion von Rümpfen in großem Stil an. Ab Mai 1945 sollten dort monatlich bis zu 1250 Maschinen vom Fließband laufen. Die Tragflächen wurden zwischen April 1944 und April 1945 von Häftlingen des KZ-Außenlagers Leonberg in den Röhren des Engelbergtunnels produziert. Ab Januar 1944 wurden die Rümpfe der Me 262 im Werk Obertraubling und Baugruppen ab Sommer 1944 im Waldwerk „Staufen“ (bei Obertraubling) gefertigt. Andere Produktionsorte in der Endphase des Kriegs waren die Werke der REIMAHG im Walpersberg in der Nähe von Kahla, auch hier sollten monatlich bis zu 1200 Flugzeuge das Werk verlassen. Des Weiteren gab es Werke auch in Leipheim, Burgau, Horgau und auch in Außenlagern des KZ Dachau, dem KZ-Außenlager Augsburg-Haunstetten wie dem Nachfolger Augsburg-Pfersee, mit dem zugeordneten KZ-Außenlager Burgau wie dem KZ-Außenlager Lauingen.
Die Endmontage lief bei Messerschmitt in Augsburg (MttA), Leipheim (MttL), im Werk Obertraubling, in einem getarnten Werk in der Nähe des Fliegerhorstes Schwäbisch Hall-Hessental sowie beim Leichtbau Budweis (LBB). Die Serie lief im April 1944 an, die letzten Flugzeuge wurden im April 1945 ausgeliefert. Nachweisbar sind 1369 Flugzeuge bis zum 10. April 1945. Da Augsburg erst am 28. April 1945 besetzt wurde, kann die o. a. Zahl von 1433 Flugzeugen stimmen. Bis zum 30. November 1944 wurden 212 Blitzbomber A-2 sowie 228 Jagdflugzeuge A-1 hergestellt. Danach wurde nur noch die A-1 produziert. Bis Ende März 1945 wurden 33 Umbauten zum Nahaufklärer sowie 26 Umbauten zum Schulflugzeug B-1 bei Blohm & Voss/Hamburger Flugzeugbau (16 Stück) und der Deutschen Lufthansa, Staaken (10 Stück), hergestellt. Vier Nachtjäger B-1/U1 wurden bis zum 10. April 1945 von der DLH Staaken aus der B-1 hergestellt.
| Monat              | MttA | MttL | LBB | div. | Summe |
| ------------------ | ---- | ---- | --- | ---- | ----- |
| April 1944         | 16   |      |     |      | 16    |
| Mai 1944           | 7    |      |     |      | 7     |
| Juni 1944          | 28   |      |     |      | 28    |
| Juli 1944          | 59   |      |     |      | 59    |
| August 1944        | 20   |      |     |      | 20    |
| September 1944     | 91   |      |     |      | 91    |
| Oktober 1944       | 117  |      |     |      | 117   |
| November 1944      | 20   | 81   |     |      | 101   |
| Dezember 1944      | 102  | 23   |     |      | 125   |
| Januar 1945        | 43   | 117  | 6   |      | 166   |
| Februar 1945       |      |      |     | 296  | 296   |
| März 1945          |      |      |     | 295  | 295   |
| bis 10. April 1945 |      |      |     | 47   | 47    |
| Summe              | 503  | 221  | 6   | 638  | 1368  |

Die Luftwaffe erhielt bis zum 10. April 1945 insgesamt 1039 Flugzeuge. Über 200 Flugzeuge waren nach ihrer Übernahme zerstört oder beschädigt worden. Bei den Einheiten waren 727 Verluste aufgetreten, davon 232 durch Feindeinwirkung. Im Bestand befanden sich noch 264 Flugzeuge, davon 134 in einsatzbereiten Einheiten. Aufgrund der Knappheit von Leichtmetall wurde die Umstellung auf Holz untersucht. Mehrere Me 262 erhielten ein Leitwerk aus Holz, welches von Jacobs-Schweyer (Firmeninhaber Hans Jacobs) in Darmstadt konstruiert und gebaut worden war. Zur Fertigstellung von Holzrümpfen (ab Pilot nach hinten) kam es nicht mehr, es wurden drei hölzerne Versuchsrümpfe gebaut.

### Luftfahrthistorische Bedeutung
Neben der Arado Ar 234, der Heinkel He 162 und der Horten H IX war die Me 262 das technisch fortschrittlichste Flugzeug seiner Zeit. 
Seit Sommer 1944 war die britische Gloster Meteor im Einsatz und kurz vor Kriegsende wurde die amerikanische Lockheed P-80 eingesetzt. Der Chef der Technischen Luftrüstung der deutschen Luftwaffe schätzte im März 1945 den technischen Vorsprung gegenüber dem Gegner auf diesem Gebiet auf nur noch ein halbes Jahr ein.
Nach dem Ende des Zweiten Weltkrieges gerieten etliche vollständige Me-262-Flugzeuge sowie Bauteile und Konstruktionspläne als Beutegut in die Hände der US-Amerikaner und der Sowjetunion. Die Me 262 beeinflusste auf diesem Wege die Weiterentwicklung der strahlgetriebenen Kampfflugzeuge nach dem Zweiten Weltkrieg maßgeblich. Die Pfeilung der Tragfläche soll ein Zufallsergebnis gewesen sein und die Zurücksetzung des Außenflügels auf eine Schwerpunktverschiebung entweder bei einer Umgestaltung des Rumpfes oder bei den Triebwerken zurückgehen, um den versetzten Schwerpunkt auszugleichen. Allerdings greift diese Erklärung möglicherweise zu kurz, denn bereits 1935 hatte der deutsche Flugzeugingenieur Adolf Busemann in einem Vortrag beim 5. Volta-Kongress in Rom die Vorteile der Flügelpfeilung beim Hochgeschwindigkeitsflug beschrieben, die er in aufwendigen Versuchsreihen nachgewiesen hatte. Im Gegensatz zum ausländischen Fachpublikum, das kaum Notiz davon nahm, fand Busemanns Vortrag ein breites Echo bei den deutschen Flugzeugbauern, und seit 1940 wurden unter anderem bei Messerschmitt entsprechende Forschungen angestellt. Spätestens im April 1941 tat Willy Messerschmitt kund, die Me 262 mit einer Pfeilung von 35° ausstatten zu wollen. Obwohl dies aus Gründen der beabsichtigten Serienfertigung zunächst dann doch nicht konsequent verwirklicht wurde, wurden die Arbeiten am sogenannten Pfeilflügel 2 1943 wieder aufgenommen, nachdem sich abgezeichnet hatte, dass die zunächst vorgesehene geringe Tragflächenpfeilung nicht ausreichte.

## Einsatzprofil

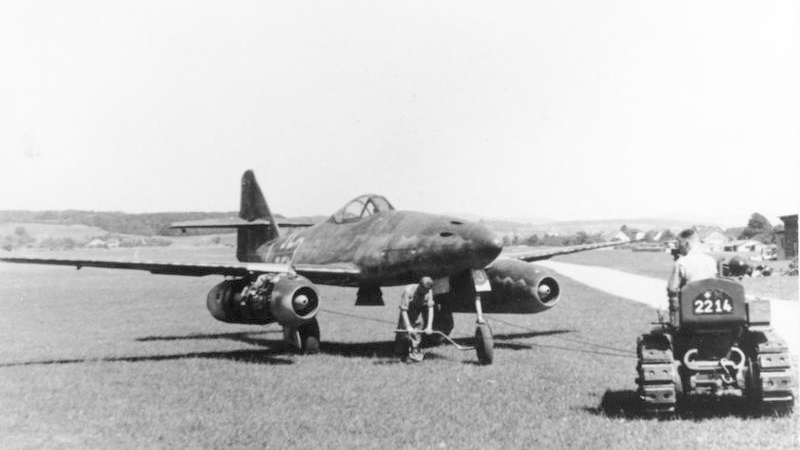
Me 262, 1945 auf dem Militärflugplatz Dübendorf, Schweiz

Die Strahltriebwerke der Me 262 lieferten bei niedriger Geschwindigkeit im Vergleich zu Propeller-Antrieben relativ wenig Schub, bei hoher Geschwindigkeit dagegen vergleichsweise viel; außerdem wies die Maschine wegen ihrer hohen Masse eine geringere Wendigkeit als die alliierten Jäger auf. Weiterhin neigten die Triebwerke bei schnellem Schubgeben teilweise zu Flammabrissen; zusätzlich gab es noch den Nachteil, dass Strahltriebwerke ein schlechteres Teillastverhalten zeigen als herkömmliche Kolbenmotoren und somit schon bei nur geringer Leistungsreduktion wesentlich weniger Schub lieferten. Somit war sie als Luftüberlegenheitsjäger taktisch ungeeignet und gänzlich auf ihre Rolle als Abfangjäger ausgerichtet. Aufgrund ihrer hohen Geschwindigkeit hatte sie eben den Vorteil der taktischen Initiative, der gegen die Überzahl alliierter Jäger besonders nützlich war. Der General der Jagdflieger, Adolf Galland, äußerte, dass ein Me-262-Düsenjäger von größerem Wert sei als fünf Propellerjäger vom Typ Messerschmitt Bf 109. Als er die Me 262 zum ersten Mal flog, war er von den Flugeigenschaften und der Geschwindigkeit der Maschine so begeistert, dass er nach dem Flug äußerte: „Es ist, als wenn ein Engel schiebt“.
Die großen Bomberverbände der Alliierten, die einerseits durch starke Abwehrbewaffnung, andererseits durch Langstreckenbegleitjäger geschützt waren, wurden für die konventionelle Tagjagd mit frontal anfliegenden Propellerjägern zu einer nicht mehr zu bewältigenden Herausforderung. Durch den großen Fahrtüberschuss der Me 262 (Geschwindigkeitsdifferenz zu den Bombern etwa 400 km/h, zu den Begleitjägern mehr als 100 km/h) und die sehr starke Bewaffnung (bereits nur wenige gut platzierte Treffer durch die vier MK-108-30-mm-Bordkanonen von Rheinmetall genügten zur Zerstörung eines schweren Bombers) sahen viele Piloten wieder eine Möglichkeit, ihre Aufgabe zu erfüllen.
Da die Reichsverteidigung zunehmend Schwierigkeiten hatte, genügend Piloten für die Luftkämpfe gegen Bomber und deren Begleitjäger auszubilden, entwickelte das RLM den Plan, die Bomberflotten bereits auf ihren eigenen Stützpunkten zu bekämpfen. Oberst Steinhoff versuchte anlässlich der Verleihung der Schwerter zum Ritterkreuz Hitler umzustimmen. Dieser wollte davon nichts hören und erließ einen Führerbefehl: „Mit sofortiger Wirkung verbiete ich hiermit, über das Düsenflugzeug Me 262 zu sprechen, es sei denn über den Schnellst- oder Blitzbomber“. Damit ließ er den Bau ausschließlich als Schnellbomber zu. Dies führte jedoch zu keinem praktischen Nutzen, da die 262 als Jäger projektiert war: Die Aufnahme einer Bombenlast von 1000 kg vor der vorderen Schwerpunktlage verlangte den Verzicht auf zwei der vier Maschinenkanonen in der Rumpfnase sowie auf die Betankung der vorderen Kraftstoffbehälter. Der Pilot musste darüber hinaus erst mindestens 40 Minuten Kraftstoff „abfliegen“, um eine wurftaugliche Trimmlage herzustellen. Dennoch blieb der Bombenwurf kritisch: Sofort nach dem Auslösen der Bombenschlösser wurde die Maschine derart schwanzlastig, dass ein schlagartiges Nickmoment um die Querachse einsetzte, das nicht selten zu Strukturschäden an den Tragflächen im Bereich der Triebwerksgondeln führte. Ferner war aufgrund der hohen Abwurfgeschwindigkeit, verbunden mit mangelnder Zieleinrichtung, die Trefferwahrscheinlichkeit nur gering; Messerschmitt-Versuchspilot Fritz Wendel, der die Strahljäger bei diesen Truppenversuchen begleitete, vermerkte dies auf sehr deutliche Art in seinen Berichten. Wegen dieser Probleme wurde bei Bombeneinsätzen in der Regel nicht die maximale Bombenlast von 2 × 500 kg mitgeführt, sondern die weit weniger problematische Ausstattung mit 2 × 250 kg, so dass die Maschine weniger hecklastig wurde. Der dilettantische „Führerbefehl“ war umso unverständlicher, weil mit der Arado Ar 234 schon ein leistungsfähiger taktischer Bomber zur Verfügung stand, der diese Aufgaben weit besser erfüllen konnte. Neuere Forschungen zeigen jedoch, dass Willy Messerschmitt selbst der Verursacher dieser als „Tragödie der deutschen Luftrüstung“ apostrophierten Entscheidung war, da er Hitler diese Idee im Juni und September 1943 aus machtpolitischen Motiven nahebrachte.
Bei Hochgeschwindigkeitstestflügen wurde durch Messerschmitt festgestellt, dass die Me 262 bei Geschwindigkeiten von über Mach 0,83 zunehmend kopflastig wurde und Mach 0,86 die oberste Grenze für einen Sturzflug darstellte, bis zu der ein Abfangen noch möglich war. Daher ist es extrem unwahrscheinlich, dass, wie von Hans Guido Mutke behauptet, die Me 262 tatsächlich jemals Überschallgeschwindigkeit erreicht hat. Allerdings wird an vielen Teilen des Flugzeugs (zum Beispiel den Tragflächen) die Luft dermaßen abgelenkt und beschleunigt, dass sich in einigen Bereichen die Luft relativ zum Flugzeug mit Überschallgeschwindigkeit bewegt. Dadurch kann eine Kompressionswelle entstehen, die den Eindruck erweckt, dass die Me 262 mit Mach 1 fliege. Gleichwohl war die Machzahl der Me 262 weit höher als die aller alliierten Jäger.
Da eine Luftbremse fehlte und weder Propeller noch schlechte Aerodynamik das Flugzeug bremsten, konnte die Me 262 nur schlecht im Sturzflug eingesetzt werden. Außerdem hatte sie durch die fehlende Bremsung einen langen Landeanflug, während dessen sie zur leichten Beute wurde. Strahltriebwerke reagieren langsamer als Kolbenmotoren. Die Jumos neigten dazu, beim allzu abrupten Gasgeben einen Flammabriss zu erleiden, wobei das Triebwerk ausging und neu gestartet werden musste, was kurz vor der Landung problematisch war. So lauerten die Mustangs, Tempests und Thunderbolts in niedriger Höhe in der Nähe der Me-262-Flugplätze, um sich auf die dann trägen Flugzeuge zu stürzen. Deswegen mussten andere Jagdeinheiten mit Fw-190- oder Bf-109-Kolbenjägern speziell zum Schutz dieser Flugplätze abgestellt werden. Zusätzlich waren um die Flugplätze bis zu 500 Rohre Flak im Einsatz.
Bemerkenswert im Zusammenhang mit Produktionsstraffungen, Treibstoff- und Personalmangel ist die Tatsache, dass es zwar zweisitzige Varianten der Me 262 gab, die Musterschulung (Vertrautmachen mit dem neuen Flugzeug) jedoch selten im Doppelsitzer stattfand, sondern durch „Zuschauen und Nachmachen“. Die Warte – selbst ohne Flugerfahrung – erklärten den Piloten die Systeme und deren Handhabung und die Piloten erfragten von ihren Kameraden Anflughöhen und Leistungseinstellungen. Vor dem Hintergrund völlig neuer Technik und der Herausforderung, die ein Strahlflugzeug an seinen Piloten stellt, war dies ein klarer Hinweis auf die verzweifelte Lage der Luftstreitkräfte, kurz vor der Niederlage und mittlerweile ohne funktionsfähige Strukturen, den Kampf noch aufrechtzuerhalten.
Gleichwohl waren die Einsätze der Me 262 aus deutscher Sicht in der Gesamtbilanz erfolgreich: Nach deutschen Angaben schossen Me-262-Piloten 509 alliierte Flugzeuge ab und verloren dabei selbst 100 Maschinen. Gelegentlich sind auch noch höhere Abschussziffern geltend gemacht worden.

### Piloten
Zahlreiche der bekanntesten und erfolgreichsten Luftwaffenpiloten flogen die Me 262, u. a. der spätere Inspekteur der Bundesluftwaffe und Vorsitzende des NATO-Militärausschusses, Johannes Steinhoff sowie die Brillantenträger Walter Nowotny und Adolf Galland und ebenfalls hochdekorierte Piloten wie Heinz Bär, Erich Rudorffer, Walter Schuck, Theodor Weißenberger, Heinrich Ehrler und Franz Schall. Der erfolgreichste Me-262-Pilot war Kurt Welter, dem mit diesem Muster 25 Luftsiege gelangen und der damit zum weltweit erfolgreichsten Düsenjägerpiloten der Geschichte aufstieg.

### Maschinen in ausländischer Hand

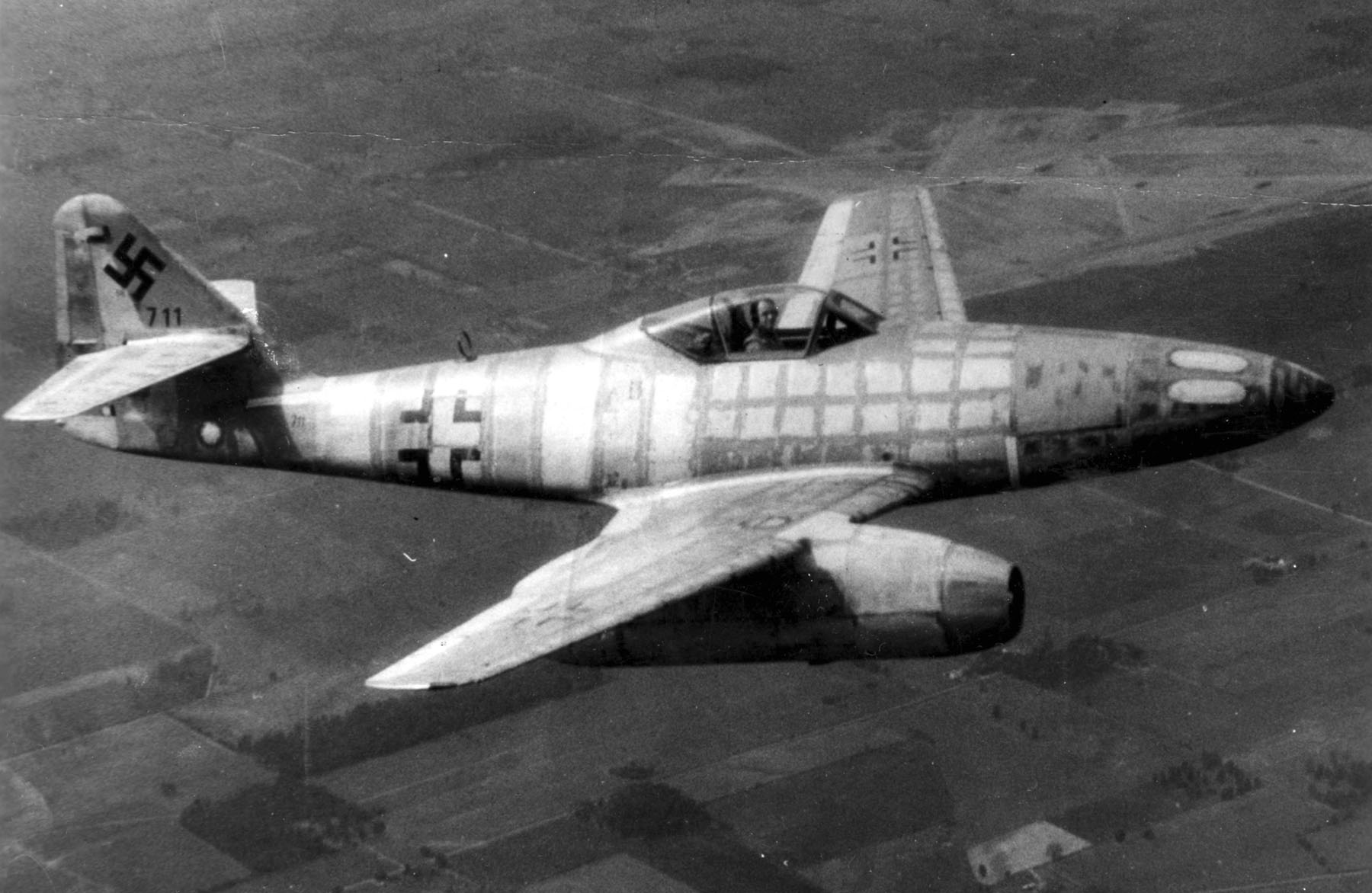
Die Me 262 mit der Werknummer 111711 beim Testflug in den USA. Sie war den Alliierten am 31. März 1945 in die Hände gefallen

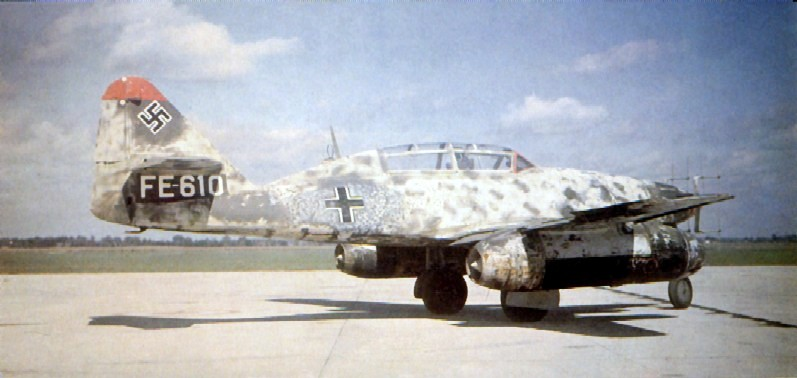
Me 262 B-1a/U1 von Briten erbeutet und in den USA 1946 getestet

Trotz intensiver Bemühungen gelang es den Alliierten nicht vor dem 30. März 1945, eine flugtaugliche Maschine zu erbeuten. An diesem Tag landete der Messerschmitt-Werkspilot Hans Bruno Fay auf dem von den Amerikanern besetzten Flughafen Frankfurt in der Vorstellung, durch sein Überlaufen etwas zur Verkürzung des Krieges beitragen zu können. Er brachte eine noch unlackierte fabrikneue Maschine des Typs A-1 mit, die in der Folge intensiven Erprobungen unterzogen und schließlich bei einem der Tests 1946 zerstört wurde.
Eine weitere Maschine, die des Oberfähnrichs Hans Guido Mutke vom Jagdgeschwader 7, musste am 25. April 1945 wegen Treibstoffmangels eine Notlandung auf dem Flugplatz Dübendorf in der Schweiz vornehmen. Sie wurde in der Schweiz ausgiebig untersucht, nicht jedoch geflogen. Die Maschine ist heute im Deutschen Museum in München ausgestellt.

## Verbände

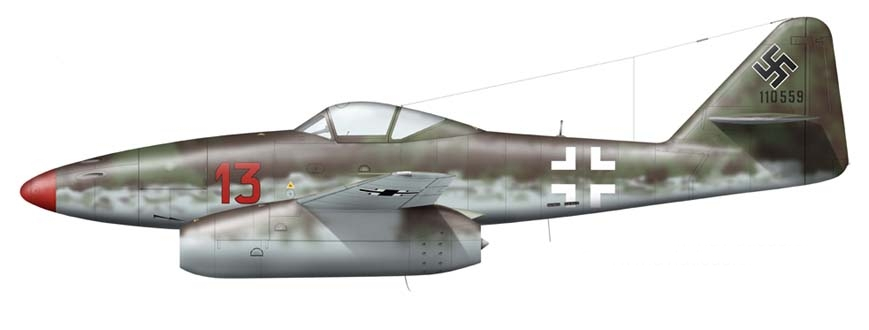
Me 262 A-1a, Stab/III./EJG 2, geflogen von Kommandeur Oberstleutnant Heinz Bär, Lechfeld, März 1945

- Erprobungskommando 262 (Ekdo.-262) III./ZG 26
- Einsatzkommando Schenk (E-51) 3./KG 51 „Edelweiß“
- Kampfgeschwader (Jagd) 51 – KG(J)51
  - I./KG(J) 51
  - II./KG(J) 51
  - IV./(Erg.)51
- Kommando Nowotny III./JG 6
- Ergänzungsjagdgeschwader 2 – EJG 2
- Kampfgeschwader (Jagd) 54 – KG(J)54
  - I./KG(J)54
  - II./KG(J)54
  - III./KG(J)54
- Kommando Welter 10./NJG 11
- Nahaufklärungsgruppe 6 – NAGr 6
- Jagdgeschwader 7 – JG 7
  - I./JG 7
  - II./JG 7
  - III./JG 7
- Jagdverband 44 – JV 44 (Gallands „Experten“)

## Versionen und Bewaffnung

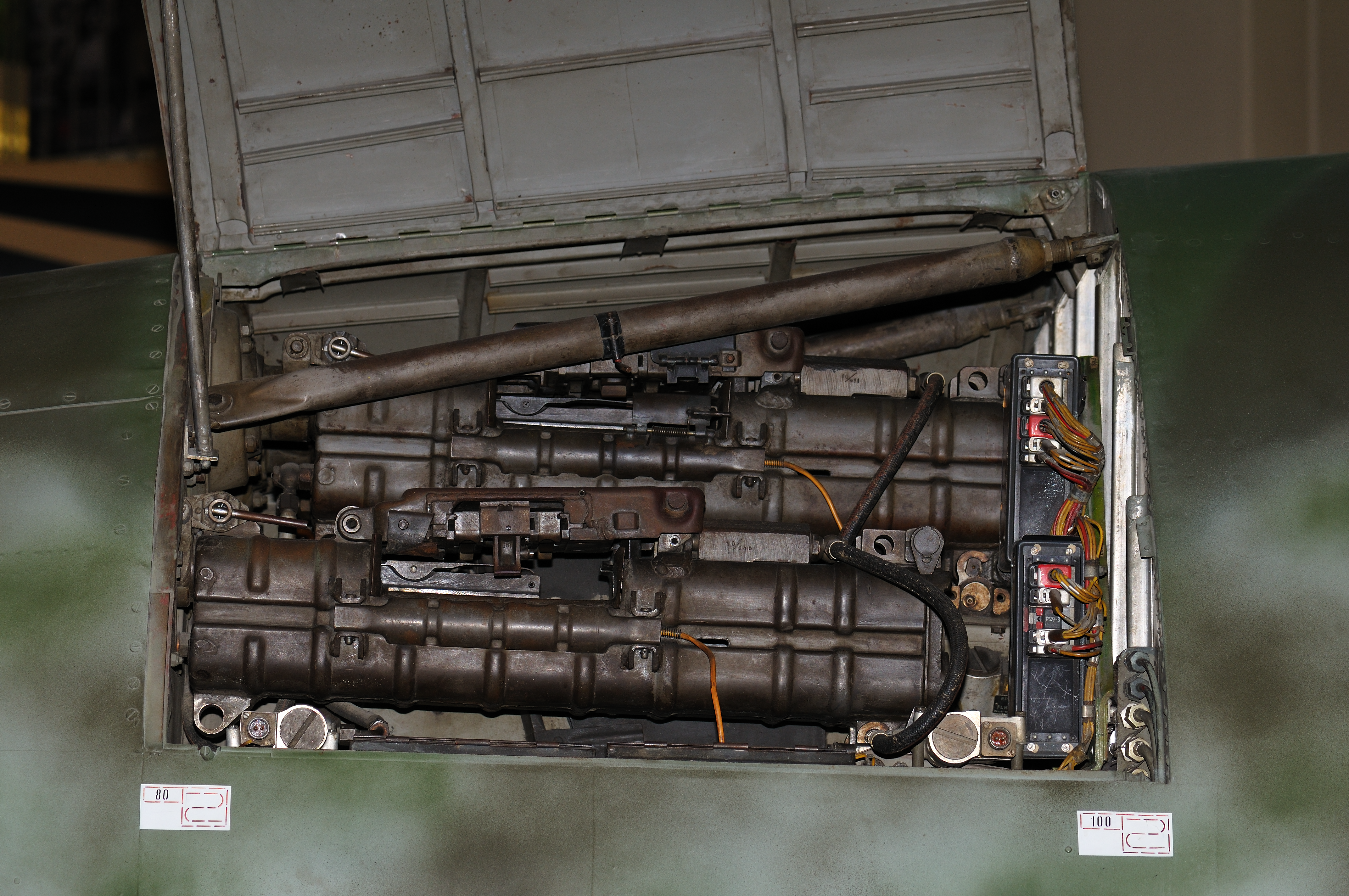
Blick auf den Einbau der beiden linksseitigen MK-108-Maschinenkanonen

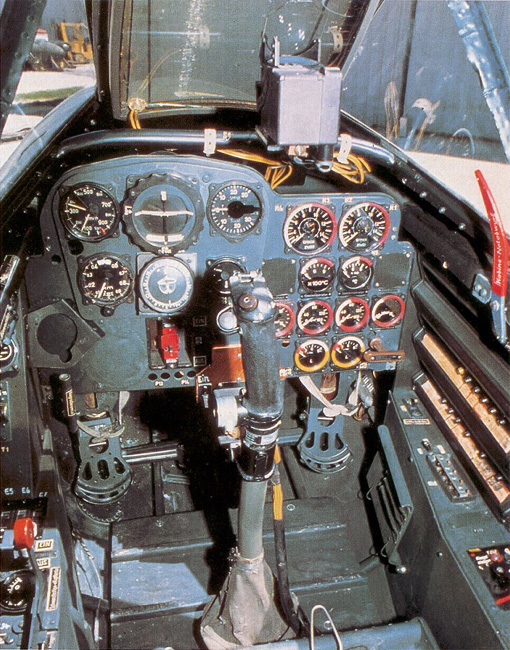
Cockpit

Me 262 A-1a „Schwalbe“ – Abfangjäger
- Jumo-004-Triebwerke
- vier Maschinenkanonen MK 108, Kaliber 30 mm, starr im Rumpfbug
  - die beiden oberen Maschinenkanonen mit je 100 Schuss,
  - die beiden unteren Maschinenkanonen mit je 80 Schuss.

Me 262 A-1b
- wie A-1a, aber mit BMW-003-Triebwerken – nur wenige Prototypen

Me 262 A-2 „Sturmvogel“ – Jagdbomber
- zwei MK 108 mit je 100 Schuss
- Aufhängevorrichtungen für max. 1000 kg Bomben

Me 262 A-5 bzw. A-1a/U3 – Aufklärer
- wie A-1a, aber mit Fotoausrüstung im unteren Bug

Me 262 B-1a – zweisitzige Schulmaschine
- Bewaffnung wie A-1a, aber reduzierte interne Kraftstoffkapazität, Abwurftanks zum Ausgleich

Me 262 B-1a/U1 – Umbau der Schulmaschinen in Nachtjäger
- wie B-1a, aber zusätzlich:
  - FuG 218 oder FuG 240 Abfangradar und FuG 350 passiver Empfänger
  - optional ein oder zwei schräg nach oben gerichtete MK 108 hinter dem Führersitz als Schräge Musik

Me 262 B-2 – endgültige Nachtjagdversion
- wie B-1a/U1, aber leicht verlängerter Rumpf für größere interne Kraftstoffkapazität, nur wenige Prototypen

Me 262 C „Heimatschützer“ – Prototypen schnell steigender Abfangjäger
- Bewaffnung wie A-1a
- die C-1a mit Jumo 004B-2 und einem Raketentriebwerk Walter R.II-211/3 (HWK 509), Testflüge ab Februar 1945
- die C-2b mit BMW 003R (Kombination eines BMW 003A mit je einem Raketentriebwerk BMW 718), Testflüge ab März 1945
- die C-3 mit abwerfbarem Zusatz-Raketentriebwerk wurde nicht mehr realisiert

Me 262 Lorin – projektierter schneller Jäger
- zusätzlich zu den Jumo-004-Triebwerken zwei leichte Lorin-Triebwerke (die erst ab einer gewissen Geschwindigkeit eingeschaltet werden sollten)

Me 262 HG I – (von Hohe Geschwindigkeit) projektierter schneller Jäger
- verbesserte Aerodynamik (überarbeitetes Leitwerk und niedrigerer Luftwiderstand)

Me 262 HG II – (von Hohe Geschwindigkeit) projektierter schneller Jäger
- weiter verbesserte Aerodynamik (neue Tragflächen, stärkere Pfeilung)

Me 262 HG III – (von Hohe Geschwindigkeit) projektierter schneller Jäger
- weiter verbesserte Aerodynamik (Pfeilung 49 Grad)
- Triebwerke in einem stromlinienförmigen Übergang zwischen Tragflächen und Rumpf

Versuchsweiser Waffeneinbau
- je zwei 30-mm-Kanonen MK 108 und MK 103 sowie zwei 20-mm-MG 151/20 im Bug (A-1a/U1)
- eine Maschinenkanone BK5, 50 mm, ein Versuchsexemplar (V083, Werk-Nr. 130083)
- eine Maschinenkanone MK 214, 50 mm, (Me 262 A-1a/U4 „Pulkzerstörer“). Zwei Versuchsexemplare (Werk-Nr. 111899 und 170083). Werk-Nr. 170083 wurde von den US-Amerikanern bei Kriegsende erbeutet und stürzte beim Überführungsflug von Melun nach Cherbourg am 11. Juli 1945 ab.

Regulär eingesetzte Zusatzbewaffnung
- 24 × R4M-Raketen Kaliber 55 mm

Darüber hinaus gab es gegen Kriegsende unter anderem Planungen für eine Ausrüstung mit sechs Kanonen und dem Gerät „Wabe“ (s. Ba 349 „Natter“) als Zusatzbewaffnung. Es entstand noch eine ganze Reihe unterschiedlicher Entwürfe, die jedoch nicht mehr realisiert wurden:

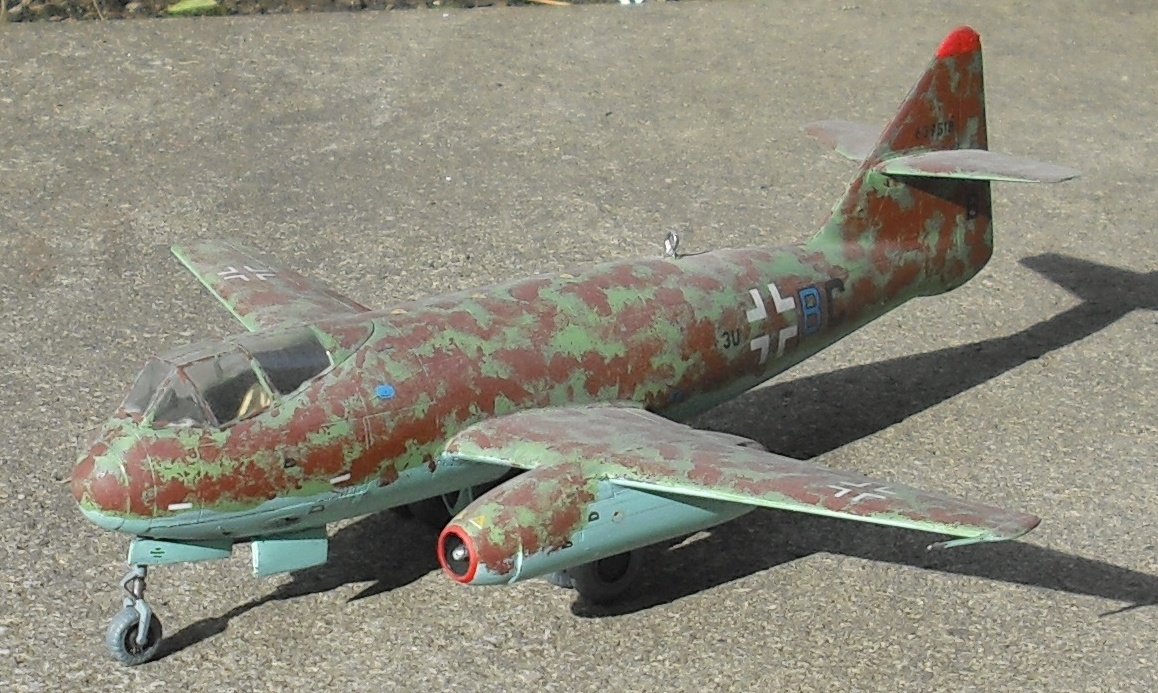
Me P.1099A, Modell

- Me P.1099A: Version mit deutlich vergrößertem Rumpf[23]
- Me P.1099B: schwer bewaffneter Zerstörer[24]
- Me P.1100/I: schwerer Jäger mit Triebwerken am Tragflächenansatz[25]
- Me P.1100/II: Variante der P.1100 mit den Tragflächen der Me 262 HGIII[26]

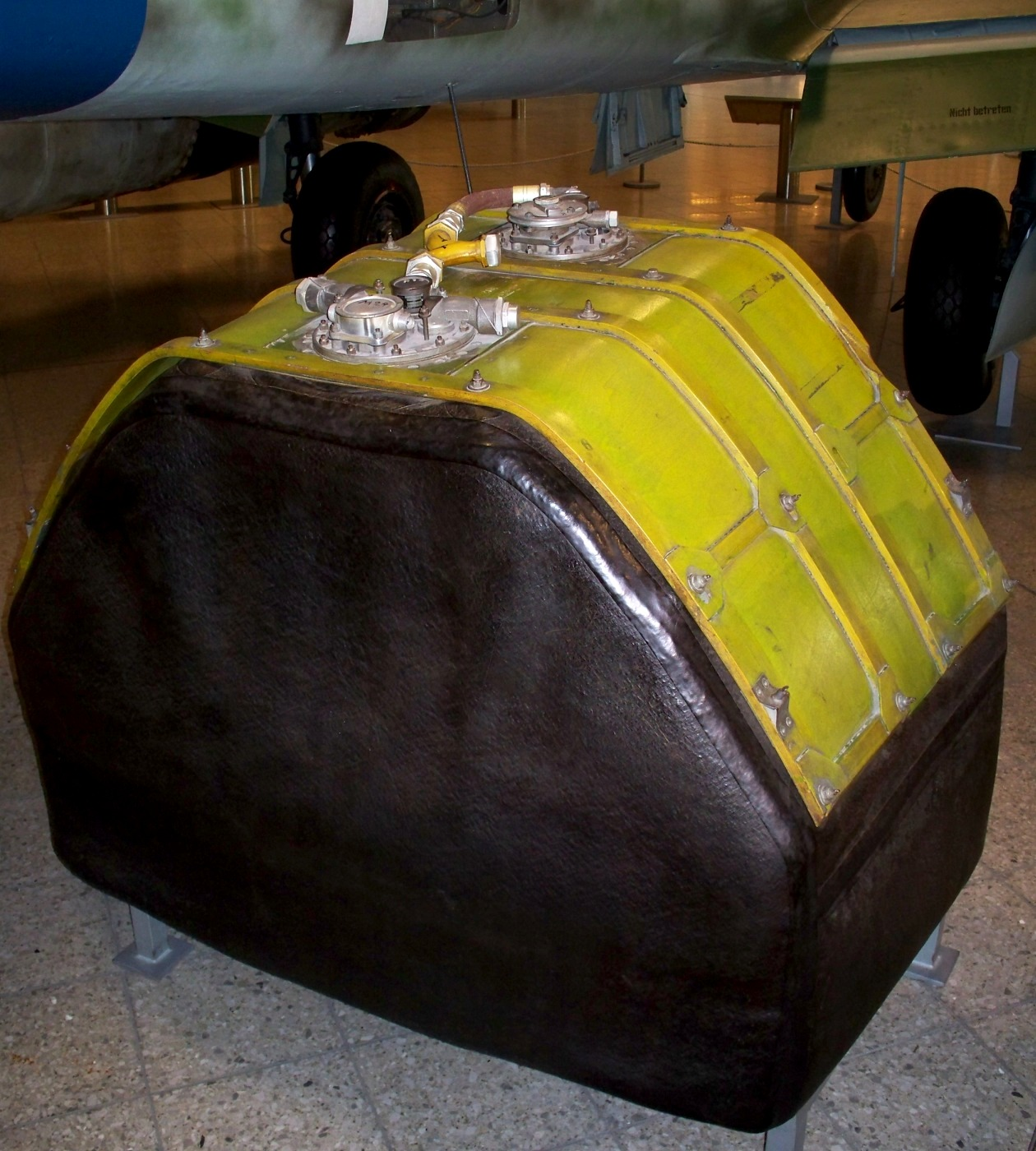
Selbstabdichtender Kraftstofftank einer Me 262 A

Die Me 262 A-1a war mit zwei selbstabdichtenden Kraftstofftanks mit je etwa 900 Litern Fassungsvermögen ausgerüstet; dazu kamen ein Hecktank mit 600 Litern und optional ein Tank mit 170 Litern im Cockpit (eventuell 200 Liter). Ein Tank bestand aus drei Schichten. Die innere Schicht bildete ein beschichtetes Gewebe, die mittlere Schicht bestand aus quellfähigem Naturkautschuk, die äußere Schicht war aus quellbeständigem Synthese-Kautschuk (Perbunan) hergestellt. Beim Einschlag von Geschossen brachte ausfließender Kraftstoff die Mittelschicht zum Quellen und verschloss so die Lecks. Ein Tank war vor und zwei Tanks hinter der Pilotenkanzel eingebaut. Die Form der Tanks war an den dreieckigen Rumpfquerschnitt angepasst.
Die Skalen und Zeiger der Instrumente waren mit radioaktiver Leuchtfarbe versehen, um im Nachteinsatz ohne Beleuchtung abgelesen werden zu können. Aus diesem Grund ist im Cockpit der im Deutschen Museum ausgestellten Me 262 (Werknummer 500071) ein gelbes Klebeband mit der schwarzen Aufschrift „RADIOAKTIV“ angebracht.

## Erprobung durch die Alliierten nach dem Zweiten Weltkrieg
Nach dem Zweiten Weltkrieg erprobten die Briten die Me 262 in Farnborough und erflogen im Stechflug eine Geschwindigkeit von Mach 0,84, was die Angaben Messerschmitts bestätigte.

### Operation Seahorse
Flugfähige Exemplare der Me 262, Arado Ar 234, Heinkel He 219 und Horten IX wurden unter der Leitung von Colonel Harold E. Watson auch in den Hafen von Cherbourg überführt. Die dortige Leitung beim Verladen der Maschinen auf den britischen Flugzeugträger HMS Reaper hatte der Lieutenant Colonel „Bud“ Seashaw, so dass die Operation, davon abgeleitet, schnell den Namen „Seahorse“ erhielt. Die etwa 40 Flugzeuge wurden nach Newark in New Jersey gebracht und von dort zum Newark Army Airfield transportiert. Die für die Erprobung bei der US Navy vorgesehenen Me 262 flogen zur NAS Patuxent River, diejenigen für die USAAF gingen zum Wright Field und dem daran angeschlossenen Freeman Field in Indiana, wo das Foreign Aircraft Evaluation Center beheimatet war. Bei einer Zwischenlandung zum Tanken auf dem Pittsburgh Airport verbrannte Beutenummer 666 nach einem Bremsversagen.
Nach dem Ende der Flugtests wurden die verbliebenen Exemplare an das 803rd Special Depot, Orchard Place Airport, Park Ridge, Illinois übergeben. Dieser Bestand ausländischer Kampfflugzeuge wurde später auf verschiedene Luftfahrtmuseen in den USA verteilt.

## Tschechoslowakische Nachkriegsversion

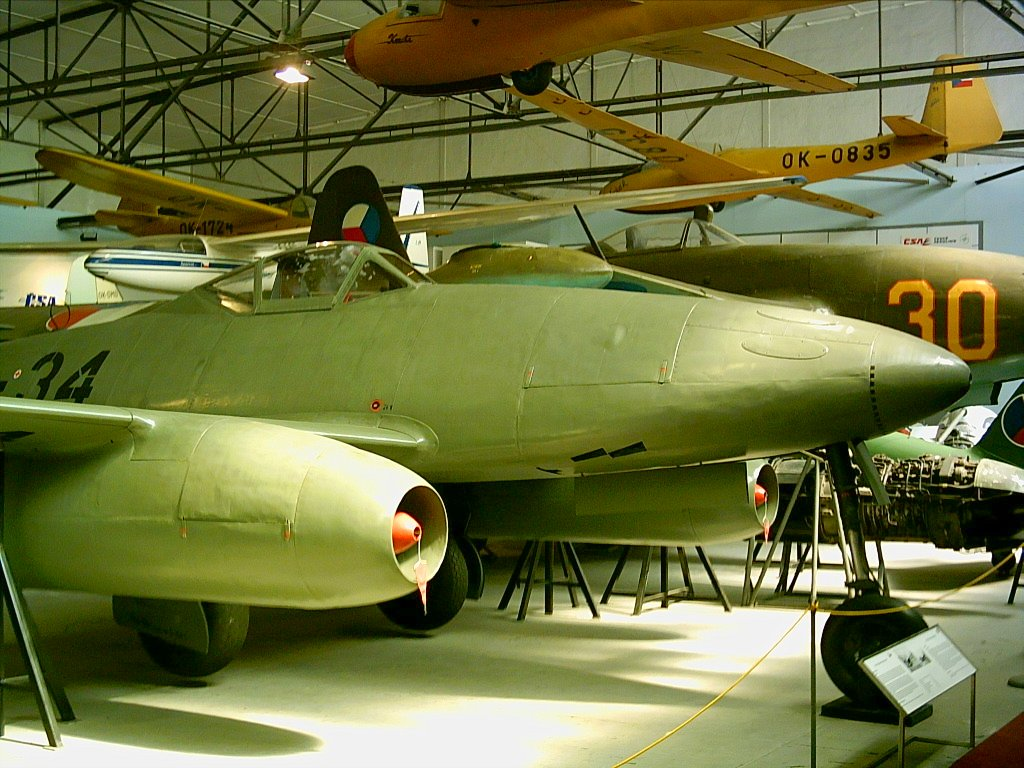
Tschechische Nachkriegsversion Avia S-92 (Me 262A)

Nach dem Zweiten Weltkrieg wurden in der Tschechoslowakei vom Hersteller Avia zehn Me 262 aus dort noch vorhandenen Teilen zusammengebaut. Die sieben Einsitzer wurden im Dienst der tschechoslowakischen Luftstreitkräfte als S-92 und die drei zweisitzigen Schulflugzeuge als CS-92 bezeichnet. Die erste Maschine flog am 27. August 1946. Das Muster blieb bis in die frühen 1950er-Jahre im Einsatz und wurde dann durch Jak-17/Jak-23 und in Lizenz gebaute MiG-15 ersetzt. Die Verfügbarkeit der MiG-15 machte Pläne der jugoslawischen Luftwaffe überflüssig, S/CS-92-Maschinen zu beschaffen. Zudem konnte das blockfreie Jugoslawien später auch US-amerikanische F-84 und F-86 erwerben.

## Technische Daten

Dreiseitenansicht

| Kenngrößen            | Daten Me 262 A-1a       |
| --------------------- | ----------------------- |
| Besatzung             | 1                       |
| Länge                 | 10,60 m                 |
| Spannweite            | 12,65 m                 |
| Flügelfläche          | 21,70 m²                |
| Flügelstreckung       | 7,4                     |
| Höhe                  | 3,84 m                  |
| Landegeschwindigkeit  | 175 km/h                |
| Höchstgeschwindigkeit | 870 km/h in 6000 m Höhe |
| Rollstrecke           | 1300 m                  |
| Flugzeit auf 9000 m   | 13,2 min                |
| Reichweite            | 1050 km                 |
| Dienstgipfelhöhe      | 11.450 m                |
| Gesamtflugzeit        | 50–90 min               |

## Erhaltene Exemplare
Einige Me 262 und Avia S-92 sind erhalten geblieben und werden in Museen ausgestellt:
- Me 262 A-1a im Deutschen Museum in München.[32] Diese Maschine landete am 25. April 1945 in Dübendorf (Schweiz); in den 1950er-Jahren war sie die einzige verbliebene Maschine auf dem europäischen Festland und wurde 1957 an das Deutsche Museum übergeben.
- Me 262 A-1a im National Air and Space Museum[33] (NASM) in Washington, D.C., (Vereinigte Staaten)
- Me 262 A-2a im Royal Air Force Museum[34] in Cosford, (Vereinigtes Königreich)
- Me 262 A-1a im National Museum of the United States Air Force[35] in Dayton, (Vereinigte Staaten)
- Me 262 B-1a/U1 im South African National Museum of Military History in Johannesburg, (Südafrika)
- Me 262 A-2a im Australian War Memorial in Canberra, ACT, (Australien)
- Me 262 A-1a/U3 im Flying Heritage & Combat Armor Museum in Everett, Washington[36] (Werknummer 500453), umgebaut auf A-1a. Wird derzeit mit restaurierten Jumo-004-Triebwerken flugfähig restauriert. Erste Rollversuche am 2. Oktober 2019.[37]
- Me 262 B-1a im National Museum of Naval Aviation, Pensacola (Vereinigte Staaten)[38]
- Avia S-92 (Me 262-A) und Avia CS-92 (Me 262 B-1a) im Luftfahrtmuseum Kbely, Prag (Tschechien). Nachkriegsbauten als S-92 und CS-92.

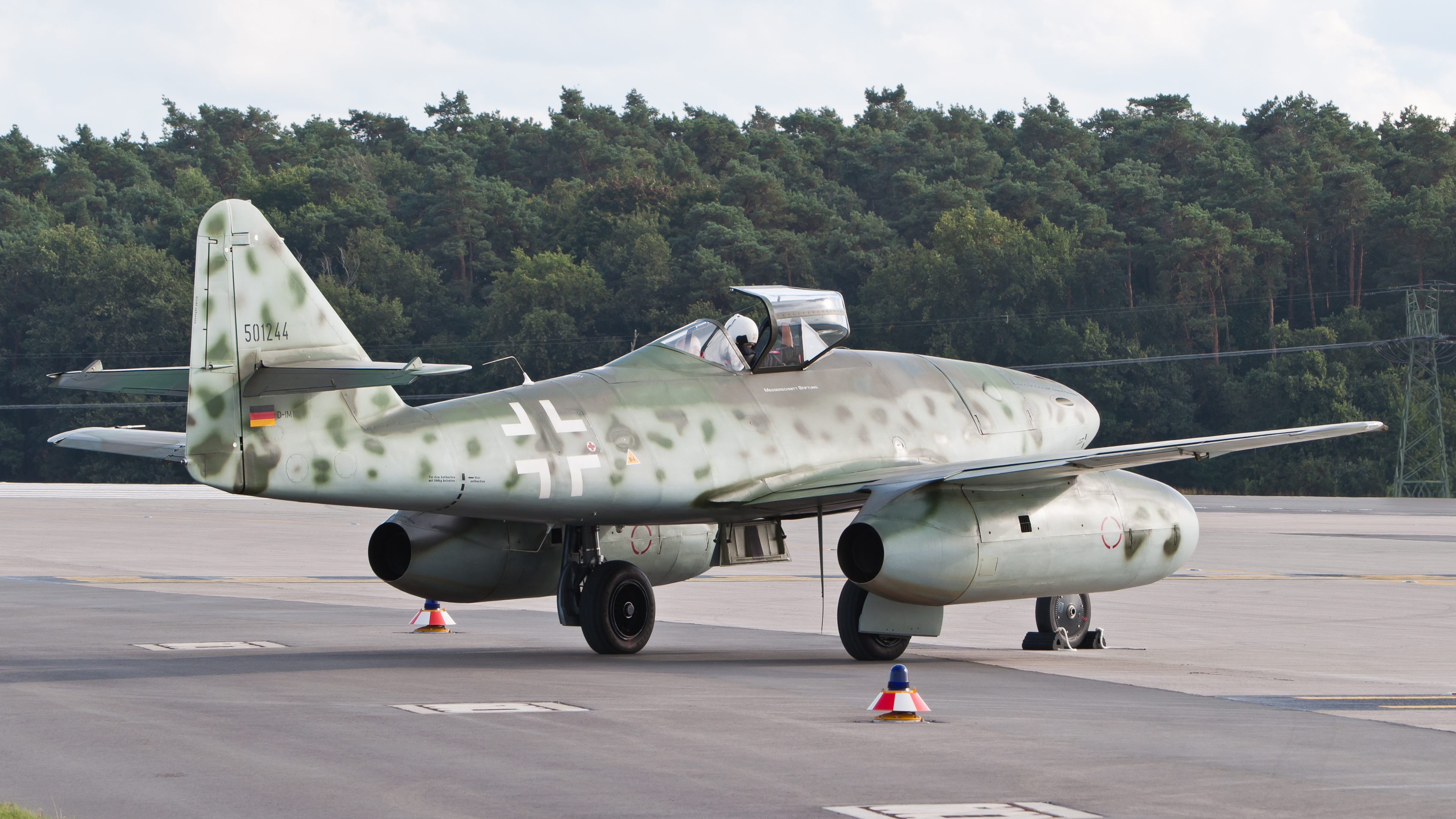
D-IMTT, Nachbau der Messerschmitt Me 262 (Flugmuseum Messerschmitt) auf der ILA Berlin Air Show 2012
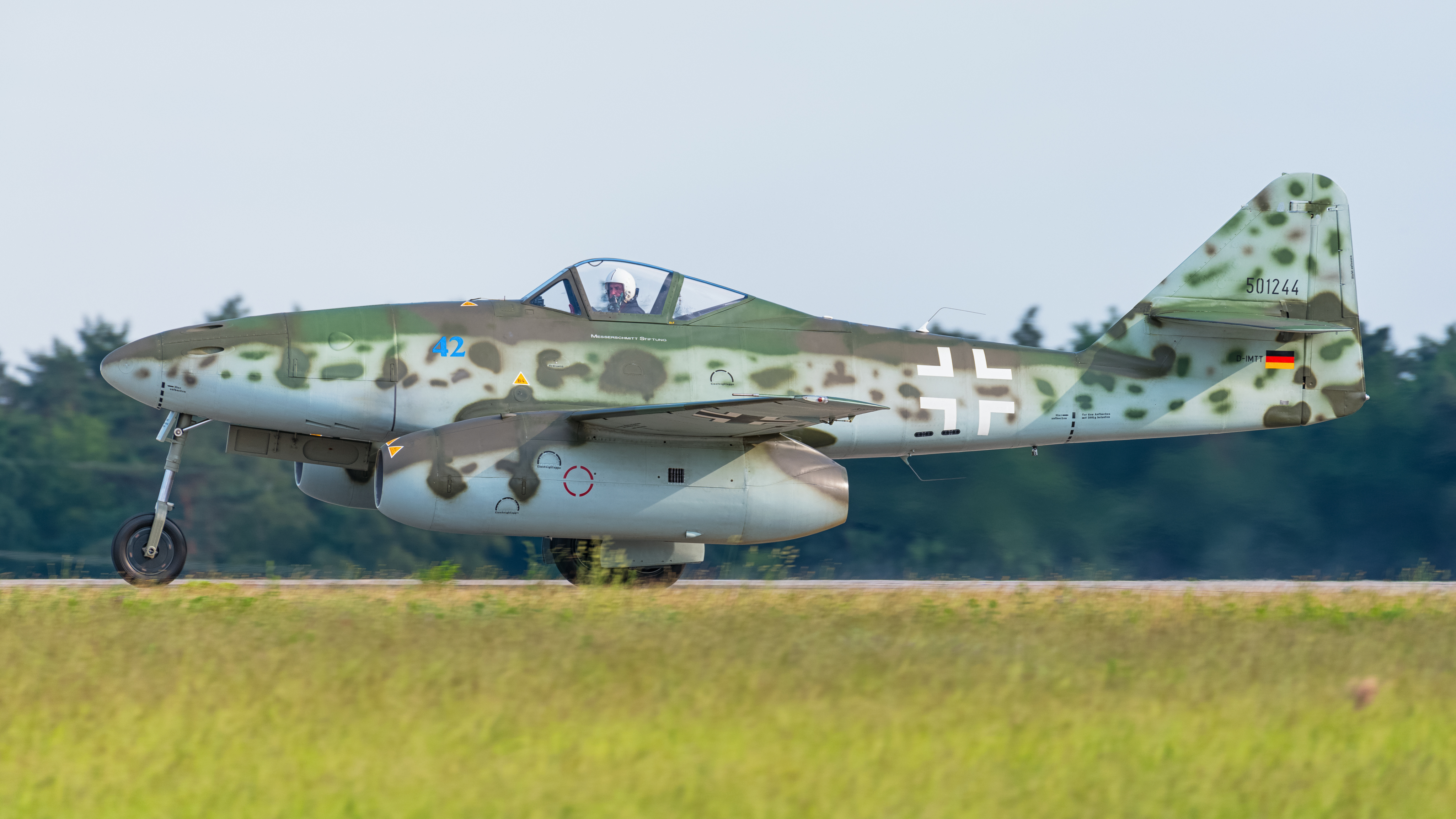
Nachbau einer Me 262 auf der ILA 2016
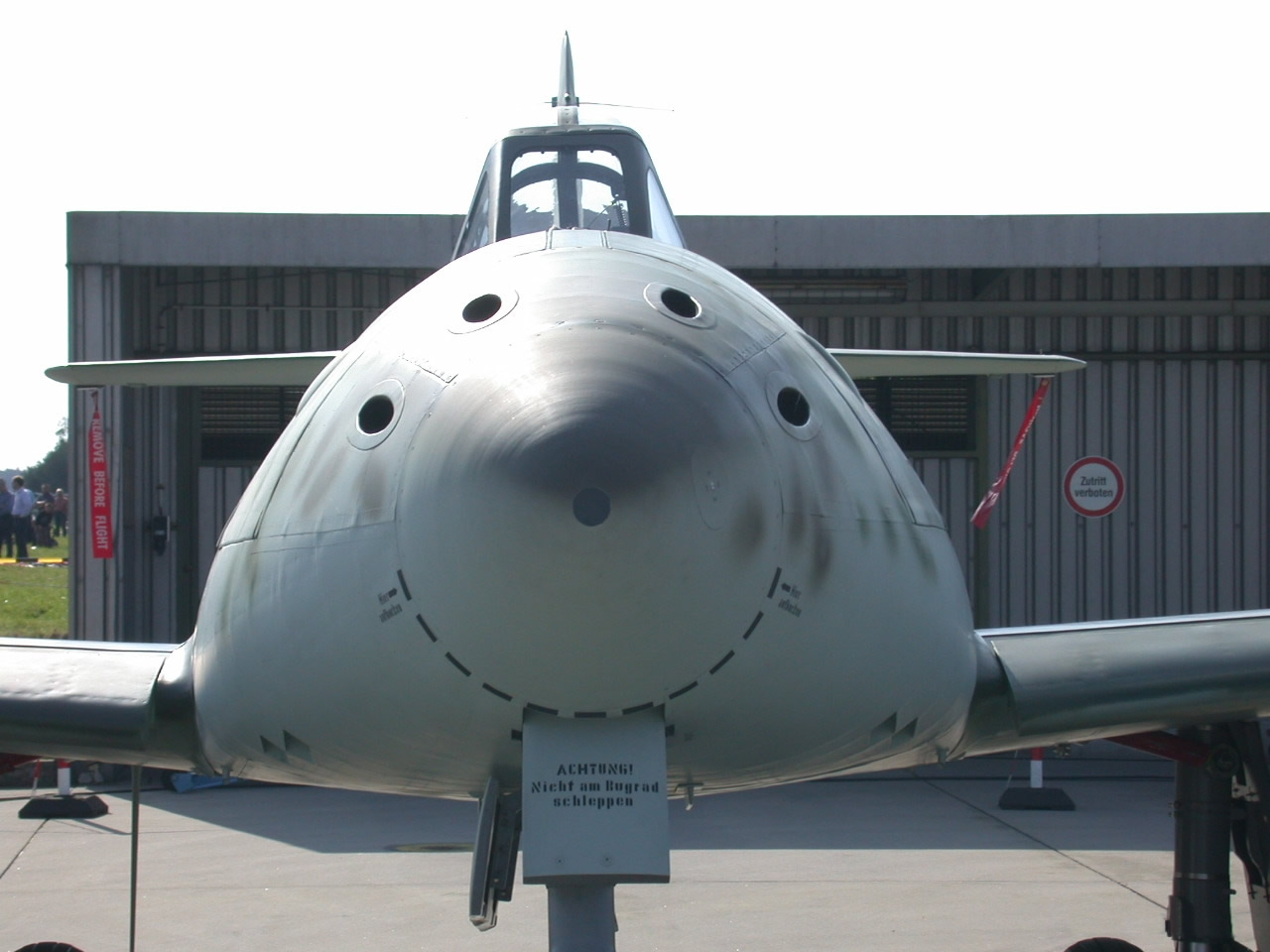
Bugansicht mit vier 30-mm-MK 108, Fliegerhorst Manching, 2007
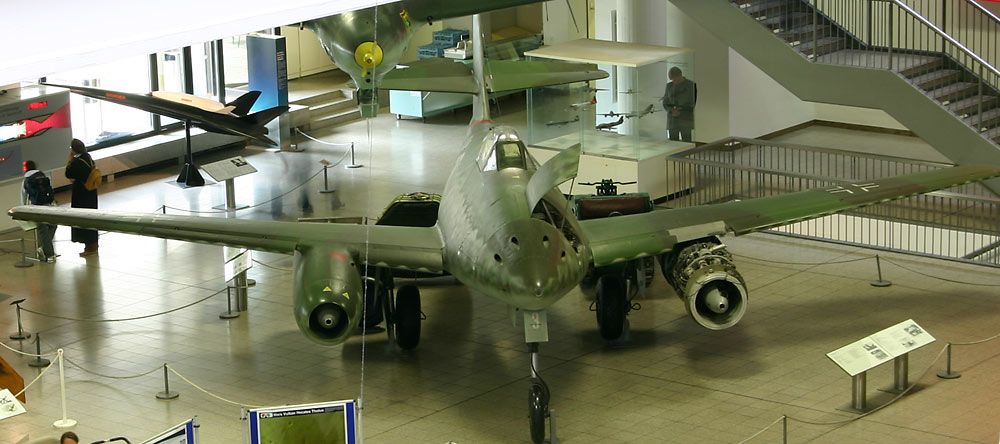
Me 262 im Deutschen Museum
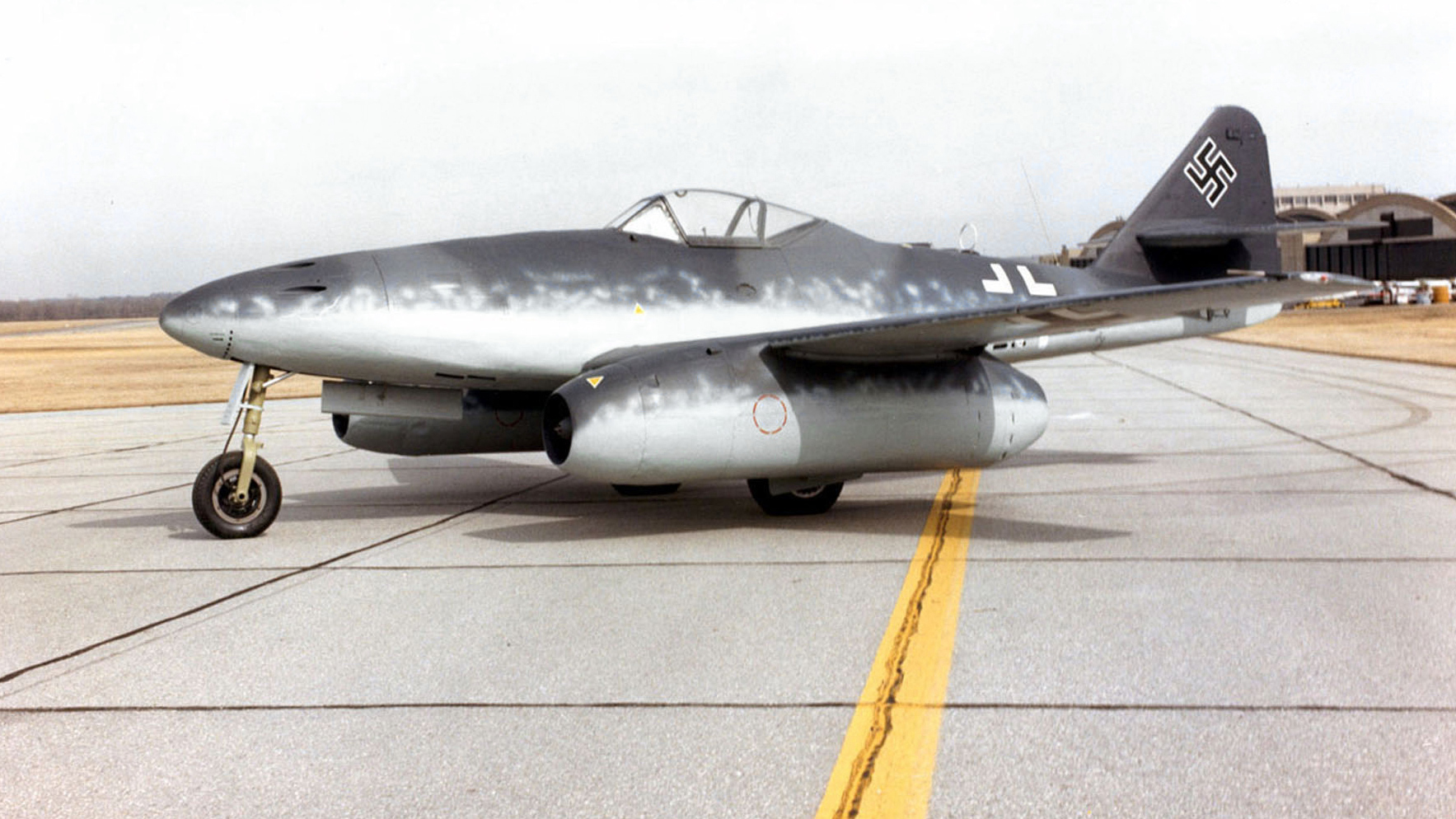
Me 262A (National Museum of the United States Air Force, Dayton (Ohio))
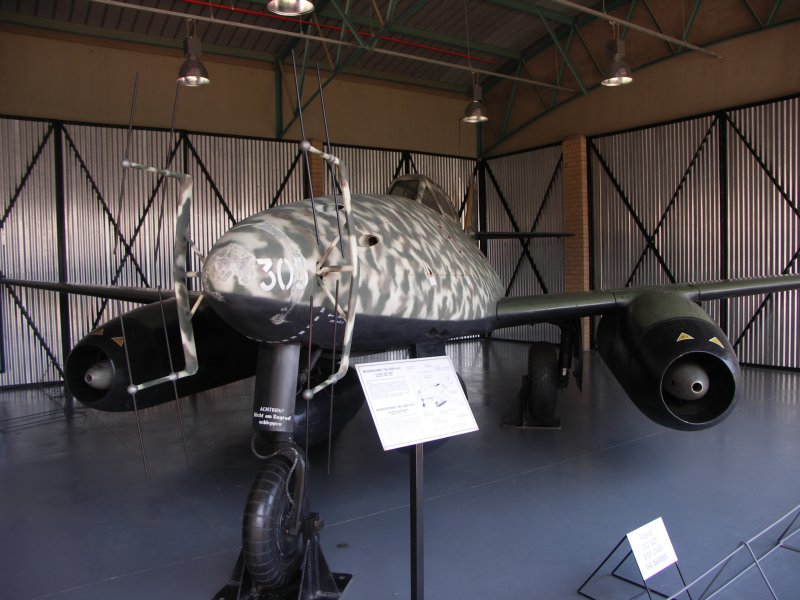
Me 262 B-1a/U1 in Johannesburg

### Nachbauten
In den Jahren 2004/2005 wurden in Everett im US-Bundesstaat Washington einige Nachbauten fertiggestellt, die auf dem im National Museum of Naval Aviation in Pensacola ausgestellten Doppelsitzer basieren. Dieser wurde dazu im Rahmen des Projektes restauriert und vermessen. Eine dieser Maschinen, die mit geringem Umbauaufwand sowohl als einsitzige als auch als doppelsitzige Variante geflogen werden kann, gehört der Messerschmitt Stiftung und ist im Flugmuseum Messerschmitt in Manching ausgestellt. Sie flog erstmals am 25. April 2006 mit dem Kennzeichen D-IMTT. Diese Maschine wurde auf der Internationalen Luftfahrtausstellung in Berlin-Schönefeld vom 16. bis 21. Mai 2006 zum ersten Mal vor Publikum geflogen und wird seitdem bei zahlreichen Flugschauen in Europa präsentiert.
Im Unterschied zur ursprünglichen Me 262 werden die Nachbauten nicht vom originalen Jumo-Triebwerk, sondern von moderneren General Electric J85/CJ-610 angetrieben, welche in Jets wie dem Gates Learjet, der Northrop F-5 Freedom Fighter oder der Cessna A-37 Dragonfly eingesetzt werden. Dieser Antrieb ist gut verfügbar und zudem auch wesentlich sicherer zu betreiben.
Ein deutscher Sammler rekonstruierte unter Verwendung von etwa 35–40 % Originalteilen eine Me 262 A-1a. Nach den Arbeiten, die etwa 20 Jahre in Anspruch nahmen, gab er sie als Leihgabe an das kleine „Flugzeugmuseum Hangar SW“ in Höfen in Österreich. Sie ist in einem Hangar südwestlich des Flugplatz Reutte-Höfen ausgestellt.

## Trivia
Die besonders in der Neonaziszene populäre Bekleidungsfirma Thor Steinar verarbeitete das Motiv des Flugzeugs in ihren Artikeln.